# Uettingen
Uettingen – miejscowość i gmina w Niemczech, w kraju związkowym Bawaria, w rejencji Dolna Frankonia, w regionie Würzburg, w powiecie Würzburg, wchodzi w skład wspólnoty administracyjnej Helmstadt. Leży około 14 km na zachód od Würzburga, przy drodze B8, nad rzeką Aalbach.

## Demografia
| Rok  | Liczba mieszk. |
| ---- | -------------- |
| 1970 | 1145           |
| 1987 | 1401           |
| 2000 | 1849           |

## Zabytki i atrakcje
- zamek Uettingen
- Kościół pw. św. Bartłomieja (St. Bartholomäus)

## Oświata
(na 1999)

W gminie znajduje się 75 miejsc przedszkolnych (z 59 dziećmi) oraz szkoła podstawowa.

## Współpraca
Miejscowości partnerskie:
- Échillais, Francja
- Coschütz, dzielnica Elsterberga, Saksonia